# 1009
1009 (MIX) je bilo navadno leto, ki se je po julijanskem koledarju začelo na soboto.

## Dogodki
- 31. julij - Umrlega papeža Janeza XVIII. nasledi Sergij IV., 142. papež po seznamu.[1] Ponovno gre za papeža, ki ga je nastavila takrat prevladujoča rimska rodbina Krescencijev.[2] O njem ni kaj dosti znano. 1012 ↔
- 29. avgust - Stolnico svetega Martina v Mainzu na dan posvetitve močno poškoduje požar.
- 18. oktober - Fatimidski kalif Al-Hakim, ki je osvojil Jeruzalem, ukaže do tal porušiti Cerkev Svetega Groba.
  - Papeška bula Sergeja IV., v kateri poziva h križarskemu pohodu in izgonu muslimanov iz Svete dežele, je najverjetneje ponaredek, ki je nastal nekaj desetletij kasneje.[3]
- Prvi poznan zapis imena Litve.
- Po smrti beneškega doža Pietra II. Orseola je za novega doža izvoljen njegov sin Otto Orseolo, 27. beneški dož po seznamu. Pietro II. Orseolo velja za enega pomembnejših beneških dožev, ki je Benetkam zagotovil prevlado na Jadranu.
- Sulejman II. nasledi Mohameda II. kot kalif Kordobe.
- Vietnam: začetek dinastije Ly. Ustanovi jo prvi vladar Ly Thai To, takrat pa je Vietnam pokrival zgolj današnji severni Vietnam v porečju Rdeče reke (vie. Sông Hồng).

## Rojstva
- 14. december - cesar Go-Suzaku, 69. japonski cesar († 1045)

## Smrti
- 14. februar - sv. Bruno iz Querfurta, nemški misijonar (* 974)
- 2. marec - Mokdžong, korejski kralj dinastije Gorjeo (* 980)
- 31. maj - ibn Junis, egipčanski astronom, matematik (* 950)
- julij - papež Janez XVIII.
- Peter II. Orseolo, 26. beneški dož (* 961)